# Dnovskij rajon
Il Dnovskij rajon (in russo Дновский район?) è un rajon dell'Oblast' di Pskov, nella Russia europea; il capoluogo è Dno. Istituito il 1º agosto 1927, ricopre una superficie di 1193,8 chilometri quadrati e nel 2010 ospitava una popolazione di circa 13.500 abitanti.